# Haplocoelum wakefieldii
Haplocoelum wakefieldii là một loài thực vật có hoa trong họ Bồ hòn. Loài này được (Engl.) Chiov. mô tả khoa học đầu tiên năm 1916.